# Mattia Moresco
Mattia Moresco (Genova, 20 marzo 1877 – Borgio Verezzi, 26 luglio 1946) è stato un giurista e politico italiano.

## Biografia
Nato a Genova si laureò in giurisprudenza nell'ateneo genovese nel 1900, dal 1911 al 1946 fu professore ordinario di diritto ecclesiastico nella stessa università dove divenne uno dei massimi esponenti dello studio di questa branca del diritto. 
Dal 1920 al 1926 fu anche consigliere provinciale di Genova.
Fu rettore dell'ateneo genovese per quasi vent'anni durante il periodo del fascismo dal 1º novembre 1925 al 29 agosto 1943. 
A inizio anni '30 curò alcune voci di carattere giuridico sull'Enciclopedia Italiana diretta dal filosofo Giovanni Gentile e voluta dall'imprenditore e mecenate Giovanni Treccani.
Nel 1933 fu proposto dal Ministro dell'educazione nazionale, il ligure Francesco Ercole senatore del Regno, venne quindi nominato da re Vittorio Emanuele III e mantenne la carica fino alla caduta del fascismo nel 1943.
Inoltre fu ultimo presidente della sezione genovese del Rotary Club fino al suo scioglimento il 14 novembre 1938 formalmente volontario ma di fatto imposto dal regime.
Nel 1944 venne deferito dall'Alta corte di giustizia per le sanzioni contro il fascismo e venne dichiarato decaduto nel 1945.
Una volta decaduto si ritirò dalla vita politica durante la parentesi della Repubblica Sociale Italiana e nel secondo dopoguerra.
Morì a Borgio Verezzi in provincia di Savona all'età di 69 anni nel 1946.
La facoltà di giurisprudenza dell'Università di Genova ha in seguito istituito un premio in suo onore per la migliore tesi di laurea in giurisprudenza.